# Igre Indijskog Carstva
Igre Indijskog Carstva (eng. Indian Empire games) su bile nacionalni športski događaj, održan u Britanskom Indijskom Carstvu (zastave ).
Održale su se samo jednom, i to u Madrasu 1909.
Prigodom ovog športskog događaja, sudjelovali su športaši iz krajeva diljem Britanske Indije, odnosno, današnjih država Indije, Pakistana, Šri Lanke, Mianmara (Burme), Omana i Butana.